# 英厄马尔·哈拉尔德松
英厄马尔·哈拉尔德松（瑞典語：Ingemar Haraldsson，1928年2月3日—2004年3月19日），瑞典男子足球运动员，司职守门员。他曾代表瑞典国家队参加1958年国际足联世界杯，获得亚军。他于2004年去世，享年76岁。